# ГЕС Бун
ГЕС Бун (англ. Boone Dam) – гідроелектростанція у штаті Теннессі (Сполучені Штати Америки). Знаходячись між ГЕС Соуз-Холстон (44 МВт, вище по течії) та ГЕС Форт-Патрік-Генрі (41 МВт), входить до складу каскаду на Холстоні, правому витоці річки Теннессі, яка дренує Велику долину у Південних Аппалачах та після повороту на північний захід впадає ліворуч до Огайо, котра в свою чергу є лівою притокою Міссісіпі (басейн Мексиканської затоки). 
В межах проекту річку перекрили комбінованою греблею висотою 49 метрів та довжиною 517 метрів, яка включає бетонну секцію (потребувала 137 тис м3 матеріалу) та прилягаючу до неї зправа земляну ділянку. Вона утримує витягнуте по долині річки на 53 км водосховище з площею поверхні 18 км2 та об’ємом 239 млн м3. Рівень резервуару контролюється між позначками 405 та 422 метри НРМ, що відповідає об’єму у 183 млн м3 (в т.ч. 94 млн м3 для протиповеневих заходів). 
Пригреблевий машинний зал обладнаний трьома турбінами типу Френсіс загальною потужністю 89 МВт, які використовують напір у 27 метрів.